# Sambucus siberica
Sambucus siberica är en desmeknoppsväxtart som beskrevs av Takenoshin Nakai. Sambucus siberica ingår i släktet flädrar, och familjen desmeknoppsväxter. Inga underarter finns listade i Catalogue of Life.